# José Santa
José Fernando Santa Robledo (født 12. september 1970 i Pereira, Colombia) er en tidligere colombiansk fodboldspiller (forsvarer).
Santa tilbragte hele sin karriere i Medellín-storklubben Atlético Nacional. Her var han med til at vinde to colombianske mesterskaber samt Copa Libertadores i 1989.
Santa spillede desuden, mellem 1995 og 1998, 28 kampe for det colombianske landshold. Han repræsenterede sit land ved VM i 1998 i Frankrig. Her spillede han to af colombianernes tre kampe i turneringen, hvor holdet ikke gik videre fra det indledende gruppespil. Han var også med til at vinde bronze ved Copa América i 1995.

## Titler
Categoria Primera A
- 1991 og 1994 med Atlético Nacional

Copa Libertadores
- 1989 med Atlético Nacional

Copa Interamericana
- 1990 og 1997 med Atlético Nacional